# Kazanský rajón
Kazanský rajón (ukrajinsky Казанківський район) byl rajón v Mykolajivské oblasti na Ukrajině. Hlavním městem byla Kazanka a rajón měl přibližně 19 tisíc obyvatel. 

## Sídla v rajónu
- Kazanka